# Takin' It Back (Robert Berry)
Takin' It Back è il quarto album da solista del musicista statunitense Robert Berry, pubblicato dalla Long Island Records (catalogo LIR 00090) nel 1995.

## Tracce
Tutti i brani sono scritti interamente da Robert Berry, eccetto dove indicato.
1. Takin' It Back – 5:13
2. Somebody Watchin' – 5:10
3. Young Blood – 4:31
4. You Do or You Don't – 5:05
5. Hold On – 3:56 (G. Phil - R. Berry)
6. Second Chance – 3:56
7. Let's Start Livin' – 6:10
8. Tomorrow – 5:41
9. Run to You – 4:22 (C. Alexander - P. Godfrey - R. Berry)
10. Lighting Strikes – 4:31
11. Heartache – 5:50
12. Last Ride Into the Sun – 10:19

## Musicisti
- Robert Berry – basso, voce solista
- Rob Fowler – chitarra, voce
- Paul Keller – chitarra solista, voce [1]
- Mike Wible – tastiere, voce
- Preston Thrall – batteria, percussioni